# Villa Maria

Villa Maria je hrvatska telenovela meksičke autorice Alicije Carvajal. Redatelji su Stanko Crnobrnja, Robert Naprta i Roman Majetić. Telenovela se emitirala od 20. rujna 2004. do 29. travnja 2005. na prvom programu HRT-a i sastoji se od 160 epizoda.

## Sinopsis
Ovo je priča o tri obitelji koje su povezane, ali još više razdvojene novcem, ljubavi, strasti i izdajom. Jedan od glavnih likova je Tomo Jurak, bogati 50-godišnjak, vlasnik restorana i hotela kao što je hotel "Grand" u Zagrebu i "Villa Maria" koji se nalazi u Opatiji. Kako bi obitelji pružio savršenu egzistenciju, potpuno je predan poslu, a obitelj mu zamjera da premalo vremena provodi s njima. 
Kći Dora ima 20 godina i odlična je studentica medicine. Tomo je obožava i ne prihvaća činjenicu da je već odavno ušla u godine da ima dečka i svoju intimu. Na početku razmažena tatina kćer, razvit će se u zrelu djevojku koja će pokušati sačuvati obitelj na okupu, nakon što se saznaje prava istina o Tomovoj ljubavnici Vesni, ženi Tomova suparnika Maksa Lovreka.
Dora se također zaljubljuje u Luku Pongraca, djelatnika Tomove tvrtke, koji je i njegova desna ruka u poslu. Dorin brat Ivan je ljubomoran na Luku i njegov odnos s Tomom, koji nalikuje odnosu sin-otac koji Ivan želi. Uz to, Lukina majka Dunja ne odobrava vezu između Dore i Luke, a ujedno čuva i tajnu o Lukinom podrijetlu.

### Zanimljivosti o seriji
- Ovo je prva hrvatska telenovela, koja je s emitiranjem krenula u listopadu 2004.-e, na HRT 1 u 18:40 h. Svoju "svjetsku premijeru" je igrom slučaja doživjela u Srbiji, gdje je emitiranje na RTV Pink krenulo pola sata ranije.
- Zbog ogromnog uspjeha u susjednoj Srbiji je u zadnjih deset nastavka gostovao beogradski glumac Vojin Ćetković. Također je pjevačica Tijana Dapčević spomenula "Villa Mariju" u njezinoj pjesmi "Sve je isto, samo njega nema". "Čujem u Beogradu, se gleda Villa Maria...".
- Glumica Mia Begović, koja je tumačila Helenu Jurak, dobila je otkaz nekoliko tjedana prije završetka snimanja telenovele. Razlozi otkaza nikad nisu bili poznati javnosti, a Helena se u seriji pojavljivala sve do kraja, osim u posljednjim scenama serije.
- Pjevač Petar Grašo pojavio se u gostujućoj ulozi, gdje je tumačio samog sebe, ujedno i Dorinog novog udvarača. Njegova kolegica, također pjevačica, Jelena Rozga je pak tumačila fiktivni lik Mirne Polić, Majdine prijateljice.
- Fiktivni lik "Marko Prilika" zaživio je u još jednoj seriji, kriminalističkoj hrvatsko-slovenskoj seriji "Balkan Inc.", no ulogu Marka Prilike u toj seriji je tumačio glumac Aleksandar Cvjetković.
- Specijalne uloge u seriji su dobili meksički glumci Omar Germenos i Gloria Peralta, koji su u stvarnom životu u braku.

## Uloge

### Glavna glumačka postava
| Glumac/ica             | Lik                            |
| ---------------------- | ------------------------------ |
| Jelena Veljača         | Dora Jurak                     |
| Damir Markovina        | Luka Pongrac                   |
| Ksenija Pajić          | Ana Jurak                      |
| Žarko Radić            | Tomislav "Tomo" Jurak          |
| Ante Čedo Martinić     | Maksimilijan "Max" Lovrek †    |
| Barbara Vicković       | Vesna Lovrek                   |
| Lukrecija Brešković    | Magda                          |
| Mislav Čavajda         | Ivan Jurak                     |
| Mia Begović            | Helena Jurak                   |
| Nives Ivanković        | Nataša Jug                     |
| Nada Gačešić-Livaković | Dunja Pongrac/Katarina Bilobrk |
| Slaven Knezović        | Alojzije "Miško" Mišetić †     |
| Maja Petrin            | Zora Rački                     |
| Frano Lasić            | Andrija Posavec                |
| Vida Jerman            | Mitzy Jurak                    |
| Boris Miholjević       | odvjetnik Momčinović †         |
| Sven Madžarević        | Sven Lovrek                    |
| Slavko Juraga          | Marko Prilika                  |
| Miljenka Androić       | Maca                           |
| Đorđe Kukuljica        | Hrvoje Sikirica                |
| Jelena Perčin          | Majda Polovanec                |
| Csilla Barath Bastaić  | Marina                         |
| Ankica Dobrić          | Silvija Polovanec              |
| Pero Juričić           | gradonačelnik Sinković         |
| Mario Valentić         | Igor                           |
| Petra Dugandžić        | Gordana Popović                |
| Davor Garić            | Martin Butorac                 |
| Boris Bakal            | odvjetnik Jurković             |

## Vanjske poveznice
- Službene stranice Ava Television Production  Arhivirana inačica izvorne stranice od 15. rujna 2008. (Wayback Machine)